# Шалабино
Шалабино — деревня в составе Дмитриевского сельского поселения Галичского района Костромской области России.

## География
Деревня расположена недалеко от главного хода Транссибирской магистрали.

## История
Согласно Спискам населенных мест Российской империи в 1872 году деревня относилась к 1 стану Галичского уезда Костромской губернии. В ней числилось 8 дворов, проживало 22 мужчины и 23 женщины.
До 2010 года деревня относилась к Челменскому сельскому поселению.